# Ekstraliga czeska w rugby (2012/2013)
Ekstraliga czeska w rugby (2012/2013) – dwudziesta edycja najwyższej klasy rozgrywkowej w rugby union w Czechach. Zawody odbywały się w dniach 22 września 2012 – 8 czerwca 2013. Tytułu mistrzowskiego zdobytego przed rokiem broniła drużyna RC Mountfield Říčany.
Dwa najwyżej po fazie grupowej sklasyfikowane zespoły RC Tatra Smíchov i RC Praga łatwo wygrały swoje półfinałowe pojedynki, zaś w finale rozegranym na swoim domowym obiekcie lepsi po dogrywce okazali się zawodnicy Tatry, którzy otrzymali również Puchar Antonína Frydrycha dla najlepszego zespołu po fazie zasadniczej. Dla finalistów był to natomiast największy sukces od mistrzostwa z sezonu 2001/2002.
Bezpośrednio do I ligi relegowana została drużyna RC Havířov, przedostatni zespół Ekstraligi, JIMI RC Vyškov, rozegrał zaś zwycięski dwumecz z wicemistrzem I ligi, ostrawskim TJ Sokol Mariánské Hory.
Z powodu przedłużającej się zimy część spotkań została przełożona. Za niestawienie się na mecz przedostatniej kolejki RC Havířov został ukarany walkowerem 0:100 oraz dwunastoma karnymi punktami.

## System rozgrywek
W lipcu 2011 roku Česká rugbyová unie ogłosiła system rozgrywek na dwa kolejne sezony. Jego wprowadzenie argumentowane było chęcią podniesienia jakości czeskiego rugby. Dwa najsłabsze zespoły po rundzie zasadniczej poprzedniego sezonu miały spaść do I ligi, bowiem w sezonie 2012/2013 Extraliga miała liczyć sześć zespołów, tak więc nie przewidywano awansów z drugiej klasy rozgrywkowej ani baraży.
Walne zgromadzenie związku w maju 2012 roku wycofało się jednak z tej decyzji, po debacie pozostawiając wszystkie osiem zespołów w Extralidze, ustalając jednocześnie nowy system rozgrywek. Rozgrywki ligowe prowadzone były dla ośmiu uczestniczących drużyn w pierwszej fazie systemem kołowym według modelu dwurundowego w okresie jesień-wiosna. Druga faza rozgrywek obejmowała mecze systemem pucharowym: czołowe cztery drużyny rozegrały spotkania o mistrzostwo kraju (play-off). Zarówno półfinały, jak i finał, były rozgrywane w formie jednego meczu na boisku drużyny, która po rundzie zasadniczej była wyżej sklasyfikowana. Ostatnie miejsce w tabeli oznaczało automatyczny spadek do I ligi, natomiast drużyna z przedostatniego miejsca rozegrała baraż z finalistą rozgrywek drugiej klasy rozgrywkowej.
Ogłoszenie terminarza rozgrywek nastąpiło pod koniec sierpnia 2012 roku.

## Drużyny
| Klub             | Miasto           |
| ---------------- | ---------------- |
| RC Dragon Brno   | Brno             |
| RC Havířov       | Hawierzów        |
| RC Praga         | Praga            |
| RC Říčany        | Říčany           |
| Slavia Praga     | Praga            |
| Sparta Praga     | Praga            |
| RC Tatra Smíchov | Smíchov, Praga 5 |
| JIMI RC Vyškov   | Vyškov           |

## Faza zasadnicza
| Nr            | Data          | Mecz             | Wynik         |               | Nr            | Data             | Mecz          | Wynik |
| I. kolejka    | I. kolejka    | I. kolejka       | I. kolejka    | II. kolejka   | II. kolejka   | II. kolejka      | II. kolejka   |       |
| ------------- | ------------- | ---------------- | ------------- | ------------- | ------------- | ---------------- | ------------- | ----- |
| 1             | 22.9. 14:00   | Říčany – Vyškov  | 14:03 (00:03) | 5             | 28.9. 14:00   | Vyškov – Sparta  | 31:24 (13:12) |       |
| 2             | 22.9. 14:00   | Havířov – Dragon | 07:29 (00:19) | 6             | 28.9. 14:00   | Praga – Tatra    | 17:18 (10:06) |       |
| 3             | 22.9. 14:00   | Slavia – Praga   | 07:19 (00:10) | 7             | 28.9. 16:00   | Dragon – Slavia  | 30:10 (25:05) |       |
| 4             | 22.9. 11:00   | Tatra – Sparta   | 33:28 (10:28) | 8             | 29.9. 14:00   | Říčany – Havířov | 06:18 (06:15) |       |
| III. kolejka  | III. kolejka  | III. kolejka     | III. kolejka  | IV. kolejka   | IV. kolejka   | IV. kolejka      | IV. kolejka   |       |
| 9             | 13.10. 14:00  | Havířov – Vyškov | 10:10 (10:10) | 13            | 20.10. 15:00  | Vyškov – Praga   | 23:22 (10:15) |       |
| 10            | 13.10. 14:00  | Slavia – Říčany  | 10:11 (05:03) | 14            | 20.10. 14:00  | Dragon – Sparta  | 13:33 (03:20) |       |
| 11            | 13.10. 11:00  | Tatra – Dragon   | 65:09 (18:09) | 15            | 20.10. 13:00  | Říčany – Tatra   | 05:38 (00:19) |       |
| 12            | 13.10. 14:00  | Sparta – Praga   | 22:19 (07:09) | 16            | 20.10. 14:00  | Havířov – Slavia | 15:13 (07:05) |       |
| V. kolejka    | V. kolejka    | V. kolejka       | V. kolejka    | VI. kolejka   | VI. kolejka   | VI. kolejka      | VI. kolejka   |       |
| 17            | 27.10. 14:00  | Slavia – Vyškov  | 27:17 (15:10) | 21            | 8.5. 14:00    | Vyškov – Dragon  | 08:24 (03:17) |       |
| 18            | 03.11. 14:00  | Praga – Dragon   | 29:10 (22:10) | 22            | 1.5. 15:00    | Říčany – Praga   | 18:13 (03:05) |       |
| 19            | 27.10. 13:00  | Tatra – Havířov  | 57:07 (45:00) | 23            | 1.5. 14:00    | Havířov – Sparta | 15:34 (08:19) |       |
| 20            | 27.10. 14:00  | Sparta – Říčany  | 07:16 (07:07) | 24            | 23.3. 14:00   | Slavia – Tatra   | 12:10 (05:10) |       |
| VII. kolejka  | VII. kolejka  | VII. kolejka     | VII. kolejka  | VIII. kolejka | VIII. kolejka | VIII. kolejka    | VIII. kolejka |       |
| 25            | 30.3. 11:00   | Tatra – Vyškov   | 30:13 (15:08) | 29            | 6.4. 14:00    | Vyškov – Říčany  | 07:17 (00:10) |       |
| 26            | 30.3. 14:00   | Sparta – Slavia  | 18:29 (13:05) | 30            | 6.4. 16:00    | Dragon – Havířov | 30:14 (15:07) |       |
| 27            | 30.3. 14:00   | Praga – Havířov  | 40:10 (10:03) | 31            | 7.4. 14:00    | Praga – Slavia   | 40:15 (30:03) |       |
| 28            | 30.3. 15:00   | Dragon – Říčany  | 22:00 (22:00) | 32            | 6.4. 14:00    | Sparta – Tatra   | 16:03 (10:03) |       |
| IX. kolejka   | IX. kolejka   | IX. kolejka      | IX. kolejka   | X. kolejka    | X. kolejka    | X. kolejka       | X. kolejka    |       |
| 33            | 13.4. 14:00   | Sparta – Vyškov  | 34:07 (27:07) | 37            | 20.4. 14:00   | Vyškov – Havířov | 75:10 (49:00) |       |
| 34            | 13.4. 11:00   | Tatra – Praga    | 07:17 (00:10) | 38            | 20.4. 14:00   | Říčany – Slavia  | 16:10 (13:05) |       |
| 35            | 13.4. 14:00   | Slavia – Dragon  | 12:08 (12:00) | 39            | 1.5. 14:00    | Dragon – Tatra   | 03:26 (03:05) |       |
| 36            | 13.4. 14:00   | Havířov – Říčany | 17:72 (05:27) | 40            | 20.4. 14:00   | Praga – Sparta   | 13:12 (00:12) |       |
| XI. kolejka   | XI. kolejka   | XI. kolejka      | XI. kolejka   | XII. kolejka  | XII. kolejka  | XII. kolejka     | XII. kolejka  |       |
| 41            | 27.4. 14:00   | Praga – Vyškov   | 44:16 (22:09) | 45            | 4.5. 14:00    | Vyškov – Slavia  | 00:36 (00:24) |       |
| 42            | 27.4. 14:00   | Sparta – Dragon  | 10:15 (00:07) | 46            | 4.5. 14:00    | Havířov – Tatra  | 05:55 (00:22) |       |
| 43            | 27.4. 11:00   | Tatra – Říčany   | 43:20 (22:03) | 47            | 4.5. 15:00    | Říčany – Sparta  | 14:14 (14:06) |       |
| 44            | 27.4. 14:00   | Slavia – Havířov | 58:24 (25:10) | 48            | 4.5. 16:00    | Dragon – Praga   | 28:19 (11:16) |       |
| XIII. kolejka | XIII. kolejka | XIII. kolejka    | XIII. kolejka | XIV. kolejka  | XIV. kolejka  | XIV. kolejka     | XIV. kolejka  |       |
| 49            | 11.5. 16:00   | Dragon – Vyškov  | 52:03 (33:03) | 53            | 18.5. 14:00   | Vyškov – Tatra   | 20:30 (13:16) |       |
| 50            | 11.5. 14:00   | Praga – Říčany   | 29:03 (10:03) | 54            | 18.5. 14:00   | Slavia – Sparta  | 40:39 (12:36) |       |
| 51            | 11.5. 14:00   | Sparta – Havířov | 100:0 wo.     | 55            | 18.5. 14:00   | Havířov – Praga  | 05:68 (05:21) |       |
| 52            | 11.5. 11:00   | Tatra – Slavia   | 37:05 (17:00) | 56            | 18.5. 14:00   | Říčany – Dragon  | 26:28 (07:21) |       |

## Baraże
| 25 maja 201314:00 | TJ Sokol Mariánské Hory | 20:34(10:10) | JIMI RC Vyškov | Hřiště TJ Sokol Mariánské Hory, Ostrawa |
| 25 maja 201314:00 |                         | 20:34(10:10) |                | Hřiště TJ Sokol Mariánské Hory, Ostrawa |

| 8 czerwca 201314:00 | JIMI RC Vyškov | 46:12(24:12) | TJ Sokol Mariánské Hory | Areál Jana Navrátila, Vyškov |
| 8 czerwca 201314:00 |                | 46:12(24:12) |                         | Areál Jana Navrátila, Vyškov |

## Faza pucharowa
|  |                    |                    |          |                      |    |                  |                  |       |
|  | Półfinał           | Półfinał           | Półfinał |                      |    | Finał            | Finał            | Finał |
|  | Półfinał           | Półfinał           | Półfinał |                      |    | Finał            | Finał            | Finał |
|  | 25 maja 2013 11:00 |                    |          |                      |    |                  |                  |       |
|  |                    |                    |          |                      |    |                  |                  |       |
|  | 1 RC Tatra Smíchov | 1 RC Tatra Smíchov | 34       |                      |    |                  |                  |       |
|  | 1 RC Tatra Smíchov | 1 RC Tatra Smíchov | 34       | 8 czerwca 2013 11:00 |    |                  |                  |       |
|  | 4 RC Sparta Praga  | 4 RC Sparta Praga  | 11       |                      |    |                  |                  |       |
|  | 4 RC Sparta Praga  | 4 RC Sparta Praga  | 11       |                      |    | RC Tatra Smíchov | RC Tatra Smíchov | 39    |
|  | 25 maja 2013 14:00 |                    |          |                      |    | RC Tatra Smíchov | RC Tatra Smíchov | 39    |
|  |                    |                    | RC Praga | RC Praga             | 20 |                  |                  |       |
|  | 2 RC Praga         | 2 RC Praga         | RC Praga | RC Praga             | 20 | 42               |                  |       |
|  | 2 RC Praga         | 2 RC Praga         |          |                      |    |                  |                  |       |
|  | 3 RC Dragon Brno   | 3 RC Dragon Brno   | 12       |                      |    |                  |                  |       |
|  | 3 RC Dragon Brno   | 3 RC Dragon Brno   | 12       |                      |    |                  |                  |       |

| 25 maja 201311:00 | RC Tatra Smíchov | 34:11(20:6) | RC Sparta Praga | Pod Strahovem, Praga |
| 25 maja 201311:00 |                  | 34:11(20:6) |                 | Pod Strahovem, Praga |

| 25 maja 201314:00 | RC Praga | 42:12(27:0) | RC Dragon Brno | U Rokytky, Praga |
| 25 maja 201314:00 |          | 42:12(27:0) |                | U Rokytky, Praga |

| 8 czerwca 201311:00 | RC Tatra Smíchov | 39:20(6:10, 13:13) | RC Praga | Pod Strahovem, Praga |
| 8 czerwca 201311:00 |                  | 39:20(6:10, 13:13) |          | Pod Strahovem, Praga |

## Klasyfikacja końcowa
| Miejsce | Klub                 |
| ------- | -------------------- |
| 1       | RC Tatra Smíchov     |
| 2       | RC Praga             |
| 3       | RC Dragon Brno       |
| 4       | RC Sparta Praga      |
| 5       | RC Slavia Praga      |
| 6       | RC Mountfield Říčany |
| 7       | JIMI RC Vyškov       |
| 8       | RC Havířov           |